# Ostvikskriget
Ostvikskriget eller Östanbäcksupproret var ett uppror som inträffade i Skellefteå stad under svagåret 1867. Bybor från Ostvik och Östanbäck marscherade mot Skellefteå beväpnade med yxor och skjutvapen för att få tillgång till mat i staden.

## Bakgrund
Året 1867 var ett missväxtår, vilket dels kan härledas till missväxten åren 1865–1866 men också den extrema kylan. I maj 1867 kunde man åka häst och släde över Kvarken till Vasa i Finland och vårbruket kom igång först i juni månad. Människor åt barkbröd, sina hundar och hästar, men många svalt ihjäl. Den nödhjälp som kom från södra Sverige, USA, Spanien och Ryssland till Norrland skulle transporteras med båt eftersom järnvägen inte var byggd. Kylan gjorde dock att istäcket låg kvar och båtarna inte tog sig fram. Det kunde ta veckor eller månader inte myndigheter fick kännedom om situationen i specifika områden. Under den tiden dog människor av svält.

## Upproret
Människor blev missnöjda och desperata. Handlarna tog ockerräntor eller vägrade att låna ut. Många ansåg att handlarna utnyttjade situationen. Byarna norr om Skellefteå stad var värst drabbade.
I Ostvik gick bönderna samman. Ett hotbrev skrevs och en tiggare spred det i staden. Hundratalet bybor beväpnade sig med yxor och skjutvapen innan de marscherade mot Skellefteå stad den 13 november. Hälften återvände hem medan den andra hälften gick via Gamla Kågevägen och ankom till staden den 14 november. Staden drabbades av panik, skarpskyttar beväpnade sig med gevär och vaktposter sattes ut. Stadskällaren försvarades med kanon. Stadsbor samlade sina värdesaker och flydde till Hedensbyn och Bergsbyn. Ostviksborna kastade sten i ilska och stadsbor träffades. Polisen avlossade varningsskott vilket ledde till att upproret lade sig. Nödhjälp delades ut och handlarna beslutade sig för att ge bönderna mer kredit.
Landsfiskalen annonserade efter upplysningar. Denne erbjöd "100 riksdaler till den som kom med upplysningar om upphovsmännen till upploppet gav några resultat". Namnen har dock aldrig framkommit.